# Chaetolopha incurvata
Chaetolopha incurvata är en fjärilsart som beskrevs av Moore 1888. Chaetolopha incurvata ingår i släktet Chaetolopha och familjen mätare. Inga underarter finns listade i Catalogue of Life.